# Eudarcia granulatella
Eudarcia granulatella är en fjärilsart som beskrevs av Philipp Christoph Zeller 1852. Eudarcia granulatella ingår i släktet Eudarcia och familjen äkta malar. Inga underarter finns listade i Catalogue of Life.